# ウルニャーノ
ウルニャーノ（伊: Urgnano  ( 音声ファイル)）は、イタリア共和国ロンバルディア州ベルガモ県にある、人口約9,800人の基礎自治体（コムーネ）。

## 地理

### 位置・広がり
ベルガモ県南部のコムーネ。県都ベルガモから南へ11km、ブレシアから西へ41km、州都ミラノから東北東へ42kmの距離にある。

#### 隣接コムーネ
隣接するコムーネは以下の通り。
- カヴェルナーゴ
- コローニョ・アル・セーリオ
- コムーン・ヌオーヴォ
- ギザルバ
- スピラーノ
- ザーニカ

### 地震分類
イタリアの地震リスク階級 (it) では、3 に分類される
。